# Anika Moa
Anika Rose Moa (* 21. Mai 1980 in Auckland) ist eine neuseeländische Gitarristin, Sängerin und Liedermacherin.

## Leben
Anika Rose Moa wurde am 21. Mai 1980 in Auckland geboren, verbrachte aber ihre Kindheit in Christchurch, auf der Südinsel des Landes, wo sie die Hornby High School im Nordwesten der Stadt besuchte. Sie hat drei Söhne, zwei, die 2011 zur Welt kamen und von ihrer damaligen Lebenspartnerin, der Australierin Angela Fyfe (Spender war Moas Bruder), geboren wurden und einen Sohn, den sie zusammen mit ihrer Lebenspartnerin der Fernsehjournalistin Natasha Utting großzieht. Mit Angela Fyfe ging sie im Februar 2010 eine eingetragene Partnerschaft ein. 2013 traf sie Utting, die sie dann im Februar 2018 heiratete. Moa lebt und arbeitet in Auckland.

## Musikalische Karriere
Moa begann mit dem Schreiben von Liedern, als sie 13 Jahre alt war und nahm noch während ihrer Schulzeit im Jahr 1998 am in Neuseeland recht populären Musikwettbewerb Smokefree Rockquest teil, an dem sie als Most Promising Female Musician (viel versprechendste weibliche Musikerin) gefeiert wurde. Kurze Zeit später konnte sie mit Atlantic Records einen ersten Schallplattenvertrag abschließen.
Im Jahr 2002 gewann sie in Neuseeland den New Zealand Music Awards als Best Female Vocalist and Songwriter und den Preis als Best Female Solo Artist in den Jahren 2008 und 2010.
In Deutschland ist sie hauptsächlich durch den Titel Anchor Me auf der gleichnamigen Greenpeace-Single bekannt, die anlässlich des 20. Jahrestages der Versenkung der Rainbow Warrior erschien.

## Fernsehauftritte
In den Jahren 2016 und 2017 war Moa in der Sendereihe All Talk with Anika Moa des Māori Television zu sehen, eine Talkshow, die in zwei Serien zu mehreren Episoden ausgestrahlt wurde.

## Diskografie

### Alben
- 2001: Thinking Room
- 2005: Stolen Hill
- 2007: In Swings the Tide
- 2010: Love in Motion
- 2013: Songs for Bubbas
- 2013: Peace of Mind
- 2015: Queen at the Table
- 2016: Songs for Bubbas, Vol. 2
- 2018: Anika Moa[8]

### Singles & EPs
- 2001: Youthful
- 2002: Good in My Head
- 2002: Falling in Love Again
- 2002: Mother
- 2007: Dreams in My Head
- 2008: Beside You
- 2010: Running Through the Fire (Storm)[8]